# 근대의 서양 고전 음악
근대의 서양 고전 음악이란 대체로 19세기의 마지막 10년 동안과 20세기 초의 20년 동안 합계 30년에 이르는 동안의 음악을 가리켜 말한다. 이 기간의 음악에서 두드러진 두 가지 경향만을 살펴보면,
- 19세기 후반의 유럽 음악은 바그너의 영향을 지나치게 받고 있었으나, 여기에서 탈피하려는 시도가 작곡기법의 면에서는 종전의 조성음악(調性音樂)으로부터 비조성음악을 출현시킨다는 근본적 전환을 가져왔다. 독일의 작곡가보다는 바그너의 영향권에서 비교적 자유로웠던 드뷔시의 개혁, 인상주의의 창시는 특히 뛰어났으며 영향력도 컸다. 그리고 이탈리아에서의 반(反)낭만주의 운동으로서의 베리스모도 주목할 대상이다.
- 낭만파에서 현대로 연결되도록 하는 과도적인 음악을 살펴볼 때 특징적인 것은 민족주의의 나타남이다. 민족적 요소를 중시하는 사상은 원래 낭만파의 발상 중의 하나이나, 음악사에서는 후진제국, 아메리카, 러시아, 스칸디나비아, 슬라브계 각국 음악의 자각을 전제로 하여 갑자기 활발한 움직임을 보이기 시작했다.

## 독일과 오스트리아
독일계의 작곡가로서 근대음악에 넣을 수 있는 사람들은 동시에 후기낭만파 최후의 대표자라고도 생각할 수 있으며 볼프, 말러, 피츠너, R.슈트라우스, 레거 등을 들 수 있다. 그들로부터 쇤베르크에 이르는 길은 유럽 음악사의 한 주류로 볼 수 있다. 즉 독일을 중심으로 하는 고전적 기능화성의 체계가 최고점에 이른 뒤 붕괴하고, 기능화성법이라는 근본을 12음의 기법으로 바꾸어 가는 과정을 말하며, 이 흐름이 순수기악보다도 오히려 오페라나 가곡 등 타율적 음악에 의하여 이끌려 왔음은 주목할 만한 일이라 하겠다. 그들이 공통으로 영향을 받은 것은 바그너의 <트리스탄>의 반음계인데, 각 작곡가의 자질에 따라 볼프는 리트에, 말러는 칸타타풍의 오케스트라 반주가 있는 가곡으로, 레거는 바로크의 구성원리로 복귀하면서 주로 기악곡에서 독자적인 경지를 보이고 있다.

### 말러와 볼프, 레거
빈 출신인 말러(Gustav Mahler, 1860-1911)는 볼프, 레거와 함께 현대에의 과도기 속에서 진보적인 입장에 있었다. 그러나 과도기에서 흔히 있을 수 있듯이, 특히 세대적으로 젊은 레거 등은 아직 충분한 검토롤 받지 못하고 있다. 말러는 주로 가창이 수반되는 교향곡과 가곡의 작곡가로서 인정받고 있다. 낭만파시대의 관현악곡은 리스트, 바그너, 브루크너를 따라 발전하면서 형식의 면에서는 대규모로 팽창하였지만, 브루크너의 제자인 말러의 작품에도 마치 전인류의 이상을 포함이라도 하듯이 퍼져 있다. 그러나 <제8교향곡>과 같은 방대하고 기념비적인 것이 되면 작곡가의 의지와 연주법이라는 실제적인 면 사이에 우선 모순이 나타난다. 그리고 낭만주의 방법으로는 해결되지 않는 문제가 커짐에 따라 리스트나 브람스, 바그너 등의 작품에 깃들이고 있던 염세적 경향이 개인적 사정과 아울러 말러에게도 나타난다. 그의 작품에서 텍스트는 완전히 낭만파적 내용의 것이며, 형식은 보수적이나 세부의 텍스처(書法)나 관현악법은 매우 새로운 방법이 모색되고 있다.
역시 빈 출신인 볼프(Hugo Philipp Jacob Wolf, 1860-1903)는 청년기에 직접 바그너의 음악을 체험한 뒤 평생을 두고 바그너를 존경하였다. 1888년 이후 유명한 '영감(靈感)의 연출'이라는 상태로 급격히 많은 가곡을 작곡하였고, 오늘날 그것들은 모두 높이 평가되고 있다. <메리케 가곡집>, <아이헤레돌프 가곡집>, <괴테 가곡집>, <스페인 가곡집>, <이탈리아 가곡집>, <미켈란젤로 가곡집>의 곡 제목에도 나타나 있듯이 그는 한 시인의 시를 집중적으로 작곡하는 특징이 있다. 기법으로는 시의 내용이나 언어에 깊이 결부된 낭창법과 반음계법, 화성법 등에 매우 진보된 방법이 제시되었으며, 독일 리트나 바그너의 과거 스타일에 의존하지 않고 있다.
한편 레거(Max Reger, 1873-1916)는 볼프나 말러보다 젊은 세대, 즉 쇤베르크나 스크랴빈의 세대에 속하여 브람스와 힌데미트를 잇는 작곡가이다. 그는 스승인 음악학자 후고 리만의 영향으로 절대 음악의 입장을 취하였으며, 정신적으로는 바흐를 통하여 바로크 음악에 접근하였다. 화성을 다성적으로 다루는 브람스의 기법을 계승하였으며, 또한 거기에 반음계적인 선을 우선적으로 나타내도록 하고 있다. 레거에 의하여 절대음악의 기법은 표제 음악이 개척한 분야에 매우 접근하였다. 불과 43세의 짧은 일생을 산 그는 후기에는 브루크너의 형이상학적 세계나 모차르트의 이상적인 음악세계에 관심을 보였다는 점도 의미가 깊다.

## 영국
17세기의 헨리 퍼셀 이후, 영국에는 특출한 대작곡가가 없었다. 18세기에는 헨델이나 요한 크리스티안 바흐 등이 중심이었고, 19세기에 이르러서도 아직 유럽 대륙의 음악가들의 유력한 시장으로서의 입장에서 벗어나지 못하였다. 그러나 19세기 말엽부터 서서히 영국 출신 작곡가의 활동이 활발해졌고, 에드워드 엘가에 의하여 영국의 낭만주의적 경향은 하나의 정점에 이르렀다. 그는 영국에서 퍼셀 이후의 작곡가로서 매우 높이 평가되고 있으나, 공정한 입장에서 볼 때 외국에서는 그토록 좋은 평을 듣지 못하고 있다. 그러나 그가 19세기 말부터 20세기에 걸쳐 영국음악의 르네상라는 시기에 후기낭만파의 관현악법을 반영시키면서 크게 공헌하고 있음은 부정할 수 없다. 주요 작품은 교향곡, 서곡, 오라토리오, 변주곡 등 다양한 분야에 걸쳐 있다.
영국 음악의 대륙과의 교류는 우선 M.W.발프(1808-1870)나 W.워레스(1813-1865)와 같은 사람들에 의하여 작곡과 연주의 두 면에서 이루어졌으나, 여기에 계속해서 C.H.퍼리(1848-1918)는 옥스퍼드 대학 교수, 왕립음악학교 교장을 역임하고 또한 <그로브 음악사전>의 편찬에도 관여하여 영국의 음악을 위해 크게 공헌했다. 퍼리와 같은 시기의 A.S.설리번(1843-1900)도 그로브에 협력한 한 사람으로, 작곡면에서는 대본작가 W.S.길버트와 협력하여 이른바 길버트 설리번 오페라를 많이 발표하여 영국 오페레타의 전성시대를 만들었다. 작품으로는 <배심재판>, <군함 피나포어>, <미카도> 등이 있다.

## 프랑스

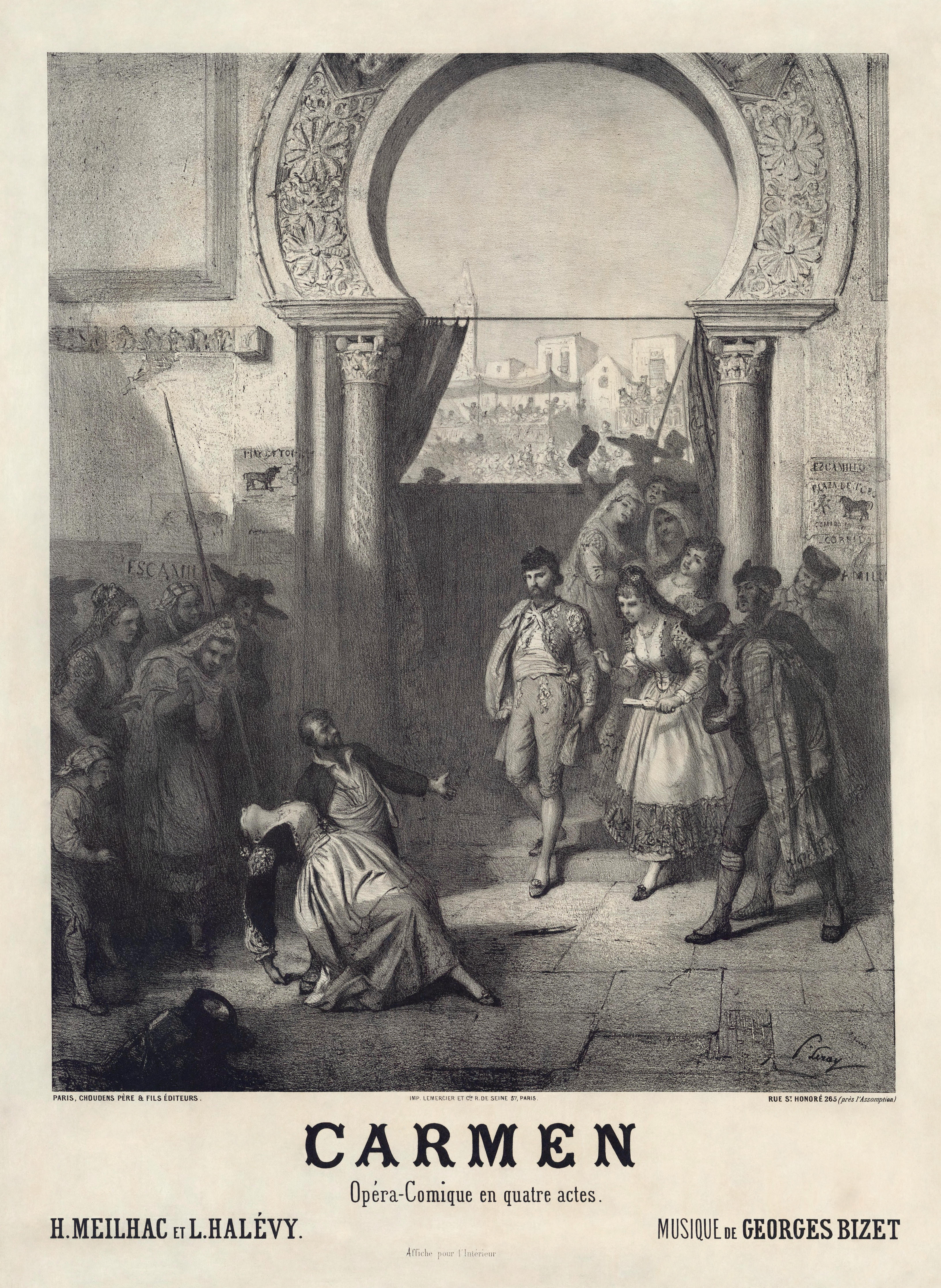
오페라 카르멘의 1875년 포스터

베를리오즈에 의하여 프랑스에서 진정한 낭만파 음악이 수립된 데 자극받아 점차 프랑스의 독자적인 음악을 이룩하려는 활동이 활발해졌다. 그 하나의 흐름으로서 구노(1818-1893) 등에 의한 새로운 오페라 활동이 활발해졌고 독일 태생의 오펜바흐(1819-1880)는 <천국과 지옥> 등의 오페레타로 경쾌하고 절묘한 음악의 세계를 개척하였다. 한편 이탈리아와 독일의 오페라 붐의 영향을 받아 오래도록 지하에서 잠자던 가곡이나 기악곡의 작곡이 부활하였고, 동시에 그것들을 연주하는 오케스트라나 실내악단 등도 잇달아 창설되어 연주활동이 매우 활발해졌다. 이와 같은 움직임은 그때까지 이탈리아 또는 독일음악에 거의 전면적으로 지배받았던 프랑스에서 프랑스 독자의 음악에 각성하게 되고, 마침내는 짙은 영향을 미치고 있던 바그너이즘을 불식하고 드뷔시가 인상주의 음악을 수립한다는 큰 흐름의 원천이 되었다. 더구나 드뷔시의 음악은 음악사에서의 '현대'의 개막으로서 큰 의의를 지니고 있다. 이와 같은 움직임 속에서 구노가 준 영향은 경시할 수 없다. 특히 독특하고 아름다운 멜로디의 비제를 비롯해서 그 후의 많은 작곡가의 작품 속에서 그 모습을 보게 된다. 또 프랑크(1822-1890)와 그의 제자들은 독일의 영향을 받고는 있었으나 매우 밀도가 높은 음악적 구축물을 창조하였고, 랄로(1823-1892), 생상스(1835-1921) 등은 간결하고 알기 쉬운 표현 속에 프랑스적인 감각을 풍부히 전하고 있다. 이러한 사람들의 활동내용은 생상스에 의하여 1871년에 설립되고 훗날 프랑크가 계승한 국민음악협회가 구호로 삼은 '아르스 가리카', 즉 '프랑스 예술'이라는 말 가운데에 명확히 나타나 있다. 프랑크의 제자들 가운데에는 듀파르크(1848-1933))나 쇼송(1855-1899)처럼 가곡의 작가로서 뛰어난 일을 한 사람들도 있으나, 대부분이 교향곡이나 실내악 등의 고전적 형식을 써서 작곡하였다. 샤브리에(1841-1894)는 랄로와 함께 색채적인 화성과 관현악법에 의하여 인상주의 음악의 선구를 이루었고 계속하여 비제(1838-1875)는 오페라 <카르멘>으로 프랑스의 독자성과 그의 개성을 명백히 하였다.
프랑스적인 표현을 위한 형식의 개척과 그 달성에서 공적이 있었던 사람들로는 가브리엘 포레(1845-1924)와 댕디(1851-1931)를 들 수 있다. 생상스의 가르침을 받은 포레는 단선성가와 16세기 교회 다성악의 수법을 써 독일 낭만파적 음악어법에 신선한 프랑스적 색채를 더하였다. 그의 가곡에 넘쳐흐르는 멜로디와 펼침화음이 수놓인 피아노곡은 그 고도의 시적 서정성으로 높이 평가되고 있다. 또 프랑크의 우수한 제자였던 댕디는 대구성의 교향시적 작품에 걸출하였다. 그리고 이 두 사람은 수많은 제자를 육성한 탁월한 교사로서도 큰 업적을 남겼다. 이러한 사람들이 개척하고 서서히 풍부한 음악적 아름다움을 지니게 한 프랑스 음악이라는 토양 속에 훌륭한 꽃을 피우게 하여 독일, 오스트리아의 음악과 함께 세계의 높은 봉우리를 쌓아올린 사람은 포레의 제자이기도 한 드뷔시이며, 또한 수십 년 뒤의 라벨이라 하겠다.

## 이탈리아
19세기 전반에서의 이탈리아 오페라의 만네리즘과 저속화는 세계에서 이탈리아 음악의 명성을 실추시키고 확고한 힘으로써 대두한 독일 낭만파 음악에 그 왕좌를 물려줄 처지에 빠졌으나, 19세기 후반에 활약한 베르디의 작품은 오늘날까지 전 세계의 오페라 극장에서 상연되는 레퍼토리로서 큰 부분을 차지하고 있다.

### 베르디와 푸치니
베르디(Giussepe Fortunio Francesco Verdi, 1813-1901)의 초기에 발표된 애국적인 오페라는 당시 오스트리아의 압정 아래 고생하며 독립을 갈망했던 밀라노 사람들에게 열광적인 환영을 받았다. 그의 오페라에서 중심인물은 주로 남성이며, 더구나 바리톤이 주역 성격을 띠는 수가 많다. 이것은 애국적인 테마를 지님과 동시에 그때까지의 이탈리아 오페라에서는 볼 수 없었던 특징이라 하겠다. 그 뒤로 점차 대중의 요망인 애국적 테마에 중점을 두는 입장에서 벗어나 이른바 중기(中期)의 성숙된 작품, <리골레토>, <라 트라비아타>, <운명의 힘> 등으로 성공을 거두었으며, 1869년에는 카이로의 가극장 위촉으로 수에즈 운하의 개통을 축하하는 대가극 <아이다>를 발표하였다. 베르디는 바그너와 같은 해에 태어났는데, 바그너의 악극론은 극히 본질적인 문제로서 베르디의 오페라관에 영향을 주고 있다. '극과 음악의 통일'을 달성하기 위하여 개개의 등장인물의 성격을 리얼하게 그리고 전체의 앙상블을 중시하며, 종래의 이탈리아 오페라처럼 오케스트라를 단순한 화성적 반주로 다루지 않고 바로 극적 진행을 내용적으로 돕고 등장인물의 심리를 표현하여 전체적인 분위기를 고조시키는 수법으로서 적극적으로 사용하였다. 그러나 이탈리아 사람인 그는 어디까지나 그침없이 이어 흐르는 멜로디를 소중히 하였다. 이와 같은 그의 생각이 잘 전달되어 성공한 작품으로 <오셀로>(1887)를 들 수 있겠다. 그는 셰익스피어, 실러, 뒤마, 위고 등 대작가의 작품을 수없이 오페라화하고 있다. 특히 셰익스피어의 것은 <오셀로> 이전에도 <맥베스>를 비롯하여 <헨리 4세>, <윈저의 명랑한 아낙네들> 등 매우 많다. 이것은 거친 줄거리에만 의존하지 않고 인물의 심리에 깃든 뉘앙스나 극의 진행에 리얼리틱한 깊이가 있는 것을 추구했기 때문이다. 그러나 이러한 작품이 오페라로서 성공한 중요한 원인으로는 그가 대작가의 작품까지도 반드시 무대작품의 경험이 풍부한 각색가에 의하여 개서된 오페라 대본을 바탕으로 하여 작곡하였다는 점을 들고 있다.

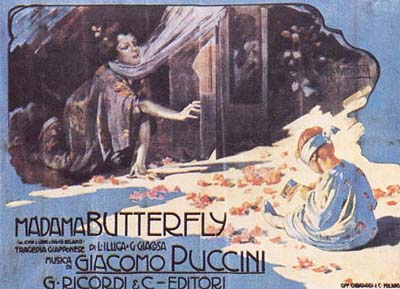
나비 부인 오리지널 포스터

푸치니(Giacomo Puccini, 1858-1924)는 베르디 이후의 이탈리아 최대의 오페라 작곡가다. 베르디, 바그너와 함께 오페라의 3명인(名人)으로 불린다. 그의 음악은 가련한 선율로 청중을 유도, 관능에 호소하여 취하게 만든다. 대대로 음악가 집안이어서 푸치니는 5대째다. 그의 작품 중 <마농 레스코>, <라 보엠>, <토스카>, <나비부인> 등이 자주 상연되고 있다.

### 베리스모
입센이나 졸라에 의한 문학상의 리얼리즘 영향 아래 반(反)낭만주의를 내세워 '베리스모'라 칭하는 작곡가들이 일련의 작품을 발표하였다. 레온카발로(1858-1919)의 <팔리아치>, 마스카니(1863-1945)의 <카바레리아 루스티카나>, 푸치니(1858-1924)의 <나비부인>, 조르다노(1867-1948)의 <안드레아 세니에> 등이 그것이다. 이것들은 작품으로는 베르디 등의 대가극에 비하여 약간 규모가 작으며 나약하다는 점을 부인할 수는 없으나 낭만파 오페라에서 현대 오페라로 이행하는 과도기적 시도로서 그 문제의식과 노력을 높이 평가해야만 한다.

### 이탈리아의 기악
19세기 후반에 이르러 독일 낭만파와 프랑스 인상파의 영향을 받은 이탈리아에서는 기악이 부흥하였다. 즈간바티(1843-1914), 봇시(1861-1925), 마르투치(1856-1905) 등이 주요한 작곡가로서, 그들은 오래도록 잊혀져 있던 이탈리아의 전통을 재현하여 순음악으로 복귀한다는 목표를 지님으로써 그 활동을 두고 이탈리아 음악상의 르네상스라고도 했으나, 그것의 진정한 의미로의 달성은 20세기 초엽이 되어 레스피기나 그 밖의 사람들의 활약에 기대를 걸어야 할 것이다. 왜냐하면 그들이 실제로 창조한 음악은 이탈리아의 전통과는 상반하는 독일 낭만파 음악의 개념에서 벗어나지 못하였기 때문이다. 그러므로 그들은 이탈리아 르네상스 운동의 선구자로서의 역할을 다하고 근대에서 현대로 발전시킨 사람들이라 하겠다.

## 미국
아메리카 합중국, 즉 미국은 역사가 짧기 때문에 유럽에서와 같은 통일적 낭만주의 운동은 없다. 적어도 19세기에는 작곡가는 물론 연주의 면에서도 유럽 음악가들에 압도되어 국민양식을 창조하는 거장은 없었다. 아메리카 원주민은 사회적으로 고립되어 있었으나 그들의 노래는 점차 하인리히 등에 의하여 유럽풍의 작품소재로 쓰이게 되었다. 그러나 원주민은 아니나 역시 배타적인 사회에 대항해야만 했던 흑인들의 생활 속에 뿌리박고 있는 이른바 흑인영가(黑人靈歌)의 존재와 그 영향은 더욱 주목할 만하다.
스티븐 포스터(1826-1864)는 흑인영가를 소재로 뛰어난 가곡을 작곡하여 성공한 최초의 작곡가라 하겠다. 소박하면서도 외우기 쉬운 멜로디와 쉽고 서정성 풍부한 가사로 된 그의 노래들은 누구에게나 친근하여 세계 어디에서나 불린다. 포스터와 같은 시대의 고트샤룩(1829-1869)은 살롱 작곡가로서 유럽문화 우선의 풍조를 높였다. 그는 스페인풍의 화려한 작품 외에 남아메리카의 슬랭에서 음악적으로 자극을 받은 작품(반브라, 하바네라, 탱고 등)을 썼다. 오랜 기간을 두고 영국의 영향이 강하였던 아메리카 북동부 출신의 메이슨은 하이든, 모차르트, 베토벤의 선율을 써서 찬송가집을 만들었고, 또 출판활동에서는 독일음악을 우선시켰다. 그의 뒤에는 페인(1839-1906), 차드빅이 있다. 맥도웰(1861-1908)은 또 스코틀랜드계의 작곡가·피아니스트로서 리스트와 알게 되어 우선 파리와 독일에서 연마했으며 1888년 이후는 미국에서 활약하였다. 대표작인 관현악곡 <인디언 모음곡>이나 피아노곡 <숲의 스케치>는 유럽의 낭만주의적 경향을 반영시키고 있다. 그 밖에도 레플러(1861-1935), 허들레이(1871-1937) 등이 후기낭만파의 작풍을 보이는 작곡가로 손꼽을 수 있다.

## 국민주의 음악
유럽의 시민혁명기에 있어서 봉건성을 타파하고 각 민족이 통일적 근대국가를 형성하는 움직임을 보이기 시작하였을 때 봉건적인 것과의 투쟁으로서 자유주의가, 또 개인의 감정이나 감각의 해방을 표현하는 낭만주의가 태어났으며 그와 동시에 각 민족의 정치적, 사회적 유대를 표현하는 것으로서 음악상의 국민주의가 강력한 사조로서 압도적인 지지를 받았다. 국민주의는 그러한 것이기 때문에 중세 말에 이미 국민주의를 형성하고 있던 영국, 프랑스 등 이른바 선진국에 비하여 독일이나 동유럽 여러 나라의 후진국에서 특히 강조되었다. 각 민족이 전통적으로 자라온 민요나 춤곡 등을 중시하는 것이 그 주요한 특색이다. 그것들을 있는 그대로 작품 속에 도입하는 경우도 많으나 그것이 지니는 에너지의 바탕이 되어 있는 음악형식이나 여러 음악어법을 쓰기도 하고, 또 민요의 가사나 문학, 혹은 전설, 고담, 역사, 자연풍토, 민중생활 등을 소재로 하기도 하며 그 시대의 국민주의적인 새로운 문학을 제재로 자국어로 된 성악곡이나 오페라, 교향시, 모음곡 등의 표제음악을 작곡하는 일이 성행하였다. 이러한 활동의 융성은 그 때까지 음악문화의 번영이 중앙 유럽 중심이었음에 대해 주변의 각 민족 가운데에서 작곡가의 출현을 촉진시키고 바로 그것이 이른바 '국민악파'의 활약시대를 낳았다.

## 참고 문헌
- 이 문서에는 다음커뮤니케이션(현 카카오)에서 GFDL 또는 CC-SA 라이선스로 배포한 글로벌 세계대백과사전의 내용을 기초로 작성된 글이 포함되어 있습니다.